# ترانزیستور ۲ان۳۹۰۴

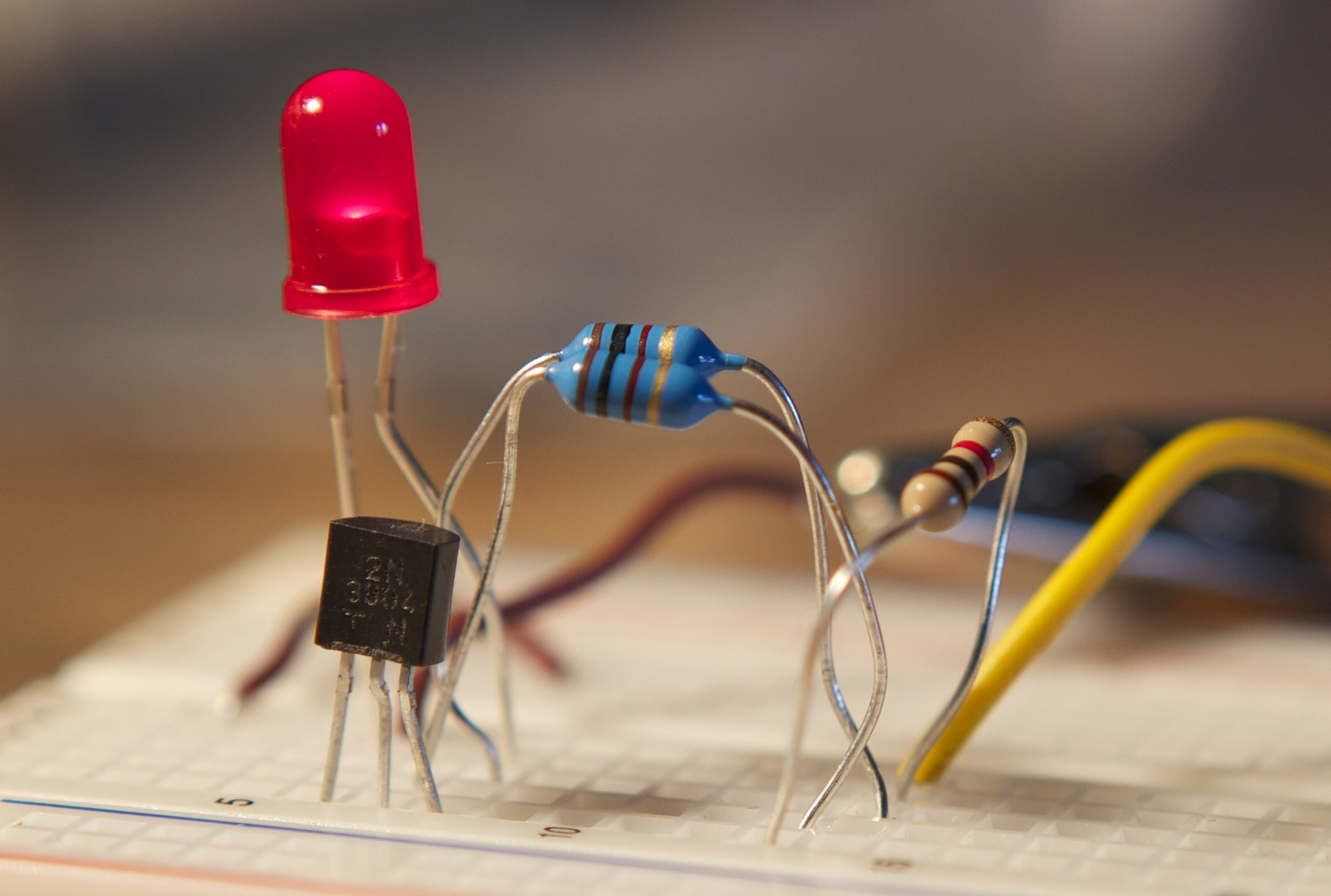
یک ترانزیستور ۲ان۳۹۰۴ روی برید برد (پایین سمت چپ)

2N3904 یک ترانزیستور  (ترانزیستور پیوندی دوقطبی NPN ) معمولی است که برای کاربردهای تقویت‌کننده الکترونیکی یا سوئیچینگ کم مصرف همه منظوره استفاده می شود. این ترانزیستور برای کاربردهای جریان و توان کم، ولتاژ متوسط طراحی شده است و می تواند در سرعت های متوسط  کار کند. این مکمل ترانزیستور 2N3906 PNP است. هر دو نوع در اواسط دهه 1960 توسط موتورولا (Motorola Semiconductor) به ثبت رسیدند.

## بسته بندی و مشخصات دستگاه
ساخت 2N3904 و 2N3906 در دهه 1960 نشان دهنده بهبود قابل توجهی در عملکرد و هزینه بود و با بسته بندی یا پکیج (جعبه پلاستیکی) تی‌او-۹۲ ( TO-92 ) که جایگزین قوطی های فلزی شده بود ، ارائه گردید . این ترانزیستور یک دستگاه ارزان قیمت بوده  و به طور گسترده در دسترس است و به اندازه کافی قوی است که می تواند مورد استفاده آزمایشگران و علاقمندان الکترونیک باشد.
مشخصات این نوع ترانزیستور جریان  200 میلی آمپر، ولتاژ 40 ولت، توان  625 میلی وات با فرکانس انتقال 300 مگاهرتز،  با حداقل بتا، یا بهره جریان، 100 در جریان کلکتور 10 میلی آمپر است.
دستگاه‌های الکتریکی مشابه، مانند MMBT3904، در انواع بسته‌های دیپ dip  و مونتاژ سطحی smd، از جمله TO-92، SOT-23، و SOT-223، با توان دمایی  وابسته به بسته بندی از 625 میلی‌وات تا 1 وات در دسترس هستند.

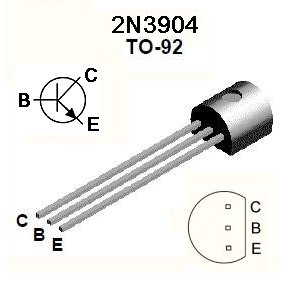
پین اوت ۲ان۳۹۰۴